# West Toronto Nationals
West Toronto Nationals byl kanadský juniorský klub ledního hokeje, který sídlil v Torontu v provincii Ontario. V letech 1929–1936 působil v juniorské soutěži Ontario Hockey Association (později Ontario Hockey League). Své domácí zápasy odehrával v hale Mutual Street Arena s kapacitou 7 500 diváků.
Nejznámější hráči, kteří prošli týmem, byli např.: Norm Collings, Roy Conacher, Jack Crawford John Doran, Jimmy Fowler, Bob Gracie, Red Heron, Bill Jennings, John O'Flaherty, George Parsons nebo Bill Thoms.

## Úspěchy
- Vítěz Memorial Cupu ( 1× )
  - 1936
- Vítěz OHA ( 2× )
  - 1929/30, 1935/36

## Přehled ligové účasti
Zdroj: 
- 1929–1936: Ontario Hockey Association